# Mons
Mons (pikardsky Mont, nizozemsky a německy Bergen) je belgické město. Nachází se ve Valonském regionu blízko hranic s Francií a je správním centrem provincie Henegavsko.
Žije zde přibližně 95 tisíc obyvatel a jeho rozloha činí 146,56 km².
Od roku 1967 je Mons sídlem Vrchního velitelství spojeneckých sil v Evropě (SHAPE) v rámci NATO.

## Historie
Území města bylo osídleno již v době neolitu – svědčí o tom archeologické nálezy blízko vesnice Spiennes, která je součástí dnešní obce Mons.
V období Římanů byl na kopci vybudován vojenský tábor, nazvaný Castri Locus.
Město bylo založeno v 7. století v okolí kláštera, který nechala postavit sv. Valtruda, kanonizovaná po své smrti v roce 688.
Později nechal henegavský hrabě vybudovat na vrcholu kopce hrad a ve 12. století přibyla 1 km dlouhá předsunutá hradba.
Od 13. století dochází k výraznému nárůstu počtu obyvatel a stoupá význam Monsu jako centra obchodu. Roku 1290 započala stavba nového opevnění, která byla dokončena až roku 1822.
Charakter města výrazně změnila průmyslová revoluce a nástup důlní těžby. Mons je centrem oblasti Borinage, která byla v 19. a v první polovině 20. století jednou z hlavních oblastí těžby uhlí v Belgii. V druhé polovině 20. stol. byly uhelné doly postupně zavírány a dnes jsou nejdůležitějšími průmyslovými odvětvími sklářství a hutnictví.
V roce 1973 byla s Monsem spojena obec Jemappes, jejíž jméno vstoupilo do dějin bitvou z 6. listopadu 1792, v níž francouzské vojsko porazilo rakouskou armádu a následně obsadilo území dnešní Belgie.
Na začátku 1. světové války, dne 23. srpna 1914, se v bitvě u Monsu střetla britská a německá armáda. Byla to první bitva, kterou svedli Britové v 1. světové válce.

## Univerzity
Mons je sídlem tří univerzit:
- Université de Mons-Hainaut (UMH)
- Facultés Universitaires Catholiques de Mons (FUCAM)
- Faculté polytechnique de Mons (FPMs)

## Zajímavosti
- Mons je první belgické město, které navštívil spisovatel Victor Hugo (dne 16. srpna 1837).
- V Monsu byl od 25. října 1873 do 16. ledna 1875 vězněn básník Paul Verlaine. Odpykával si zde část dvouletého trestu, ke kterému byl odsouzen za to, že postřelil Arthura Rimbauda.
- Mons byl v roce 2015 Evropské hlavní město kultury (společně s Plzní).

## Sport
Ve městě sídlí basketbalový klub Belfius Mons-Hainaut a také fotbalový klub RAEC Mons.

## Zajímavá místa a budovy
- Náměstí Grand-Place
- Radnice
- Kolegiátní kostel sv. Valtrudy (Collégial Sainte Waudru)
- Zvonice (beffroi), od 1. prosince 1999 na seznamu světového dědictví UNESCO
- rodiště renesančního skladatele Orlanda di Lassa

## Osobnosti města
- Gilles Binchois (1400–1460), burgundský hudební skladatel a spoluzakladatel franko-vlámské školy
- Orlando di Lasso (1530–1594), hudební skladatel
- Salvatore Adamo (* 1947), zpěvák, hudební skladatel a spisovatel

## Partnerská města
- Briare, Francie, 1962
- Čchang-ša, Čína, 1998
- Little Rock, Arkansas, USA, 1999
- Sefton, Velká Británie, 1964
- Thoissey, Francie, 1963
- Vannes, Francie, 1952

## Fotogalerie

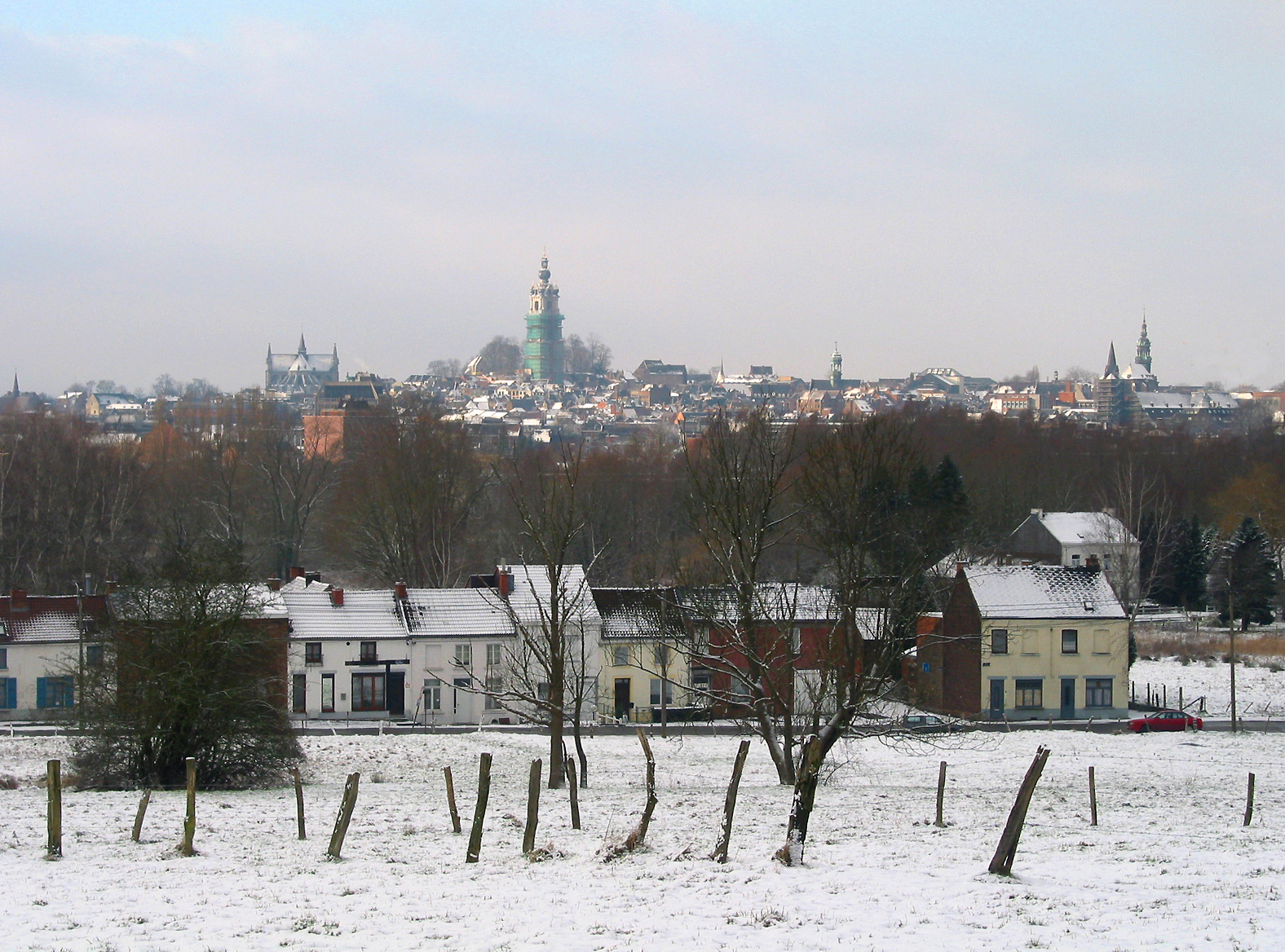
Pohled na město v zimě
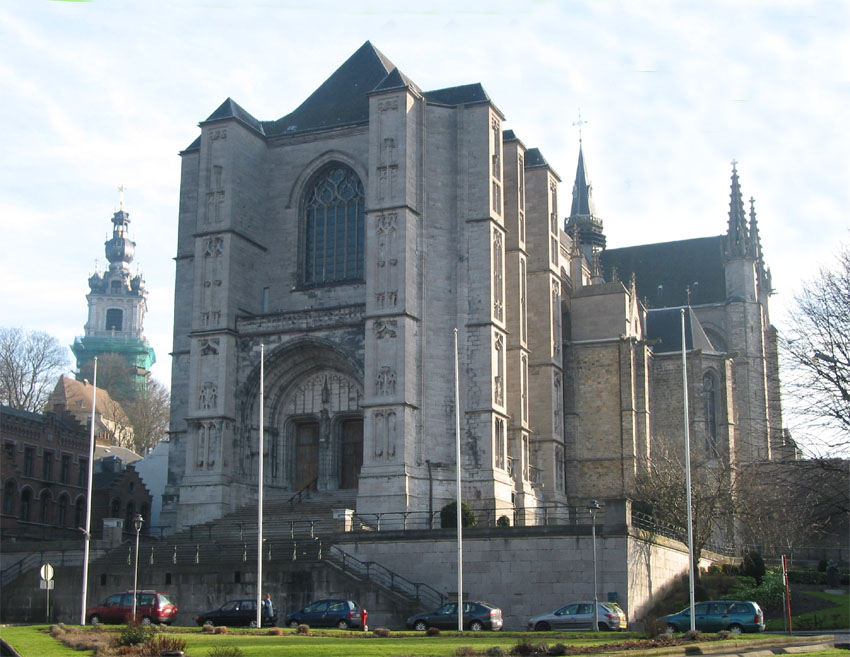
Kolegiátní kostel sv. Valtrudy
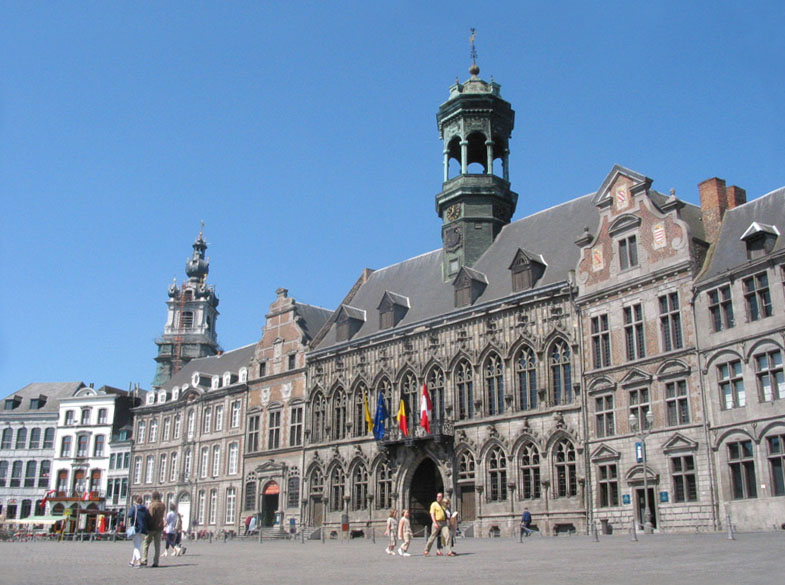
Náměstí Grand-Place s radnicí

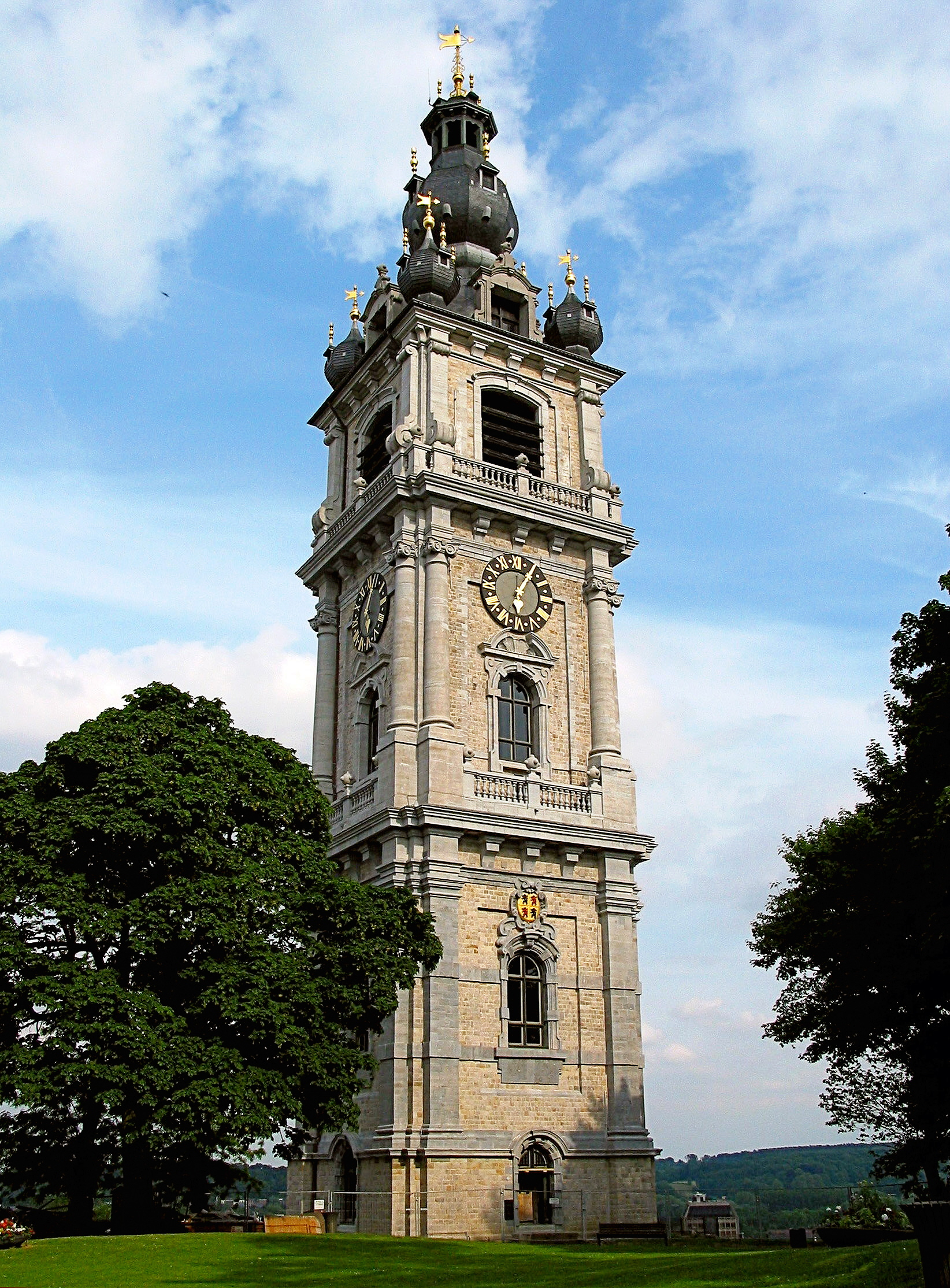
Zvonice (beffroi)
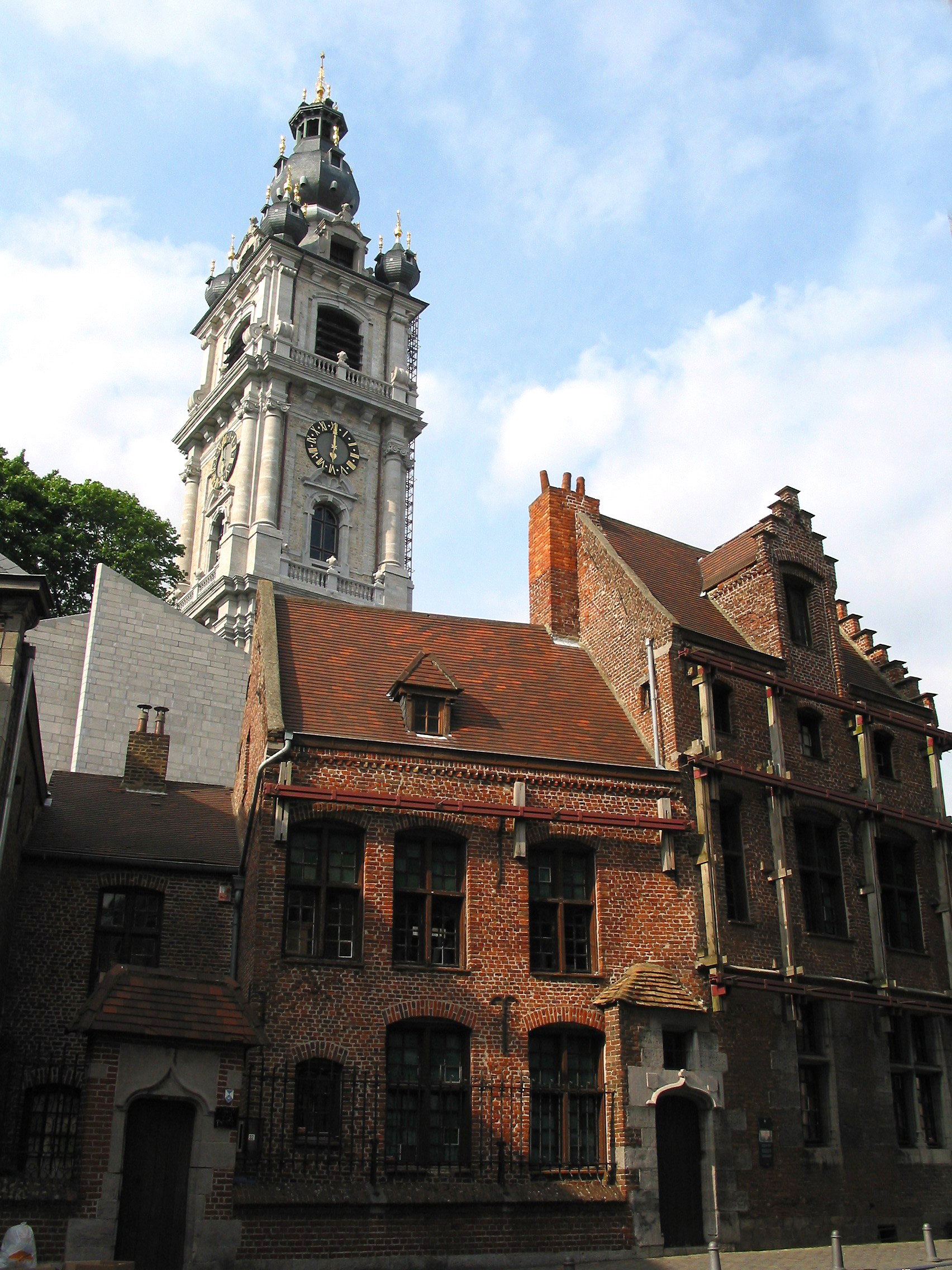
Španělský dům a zvonice
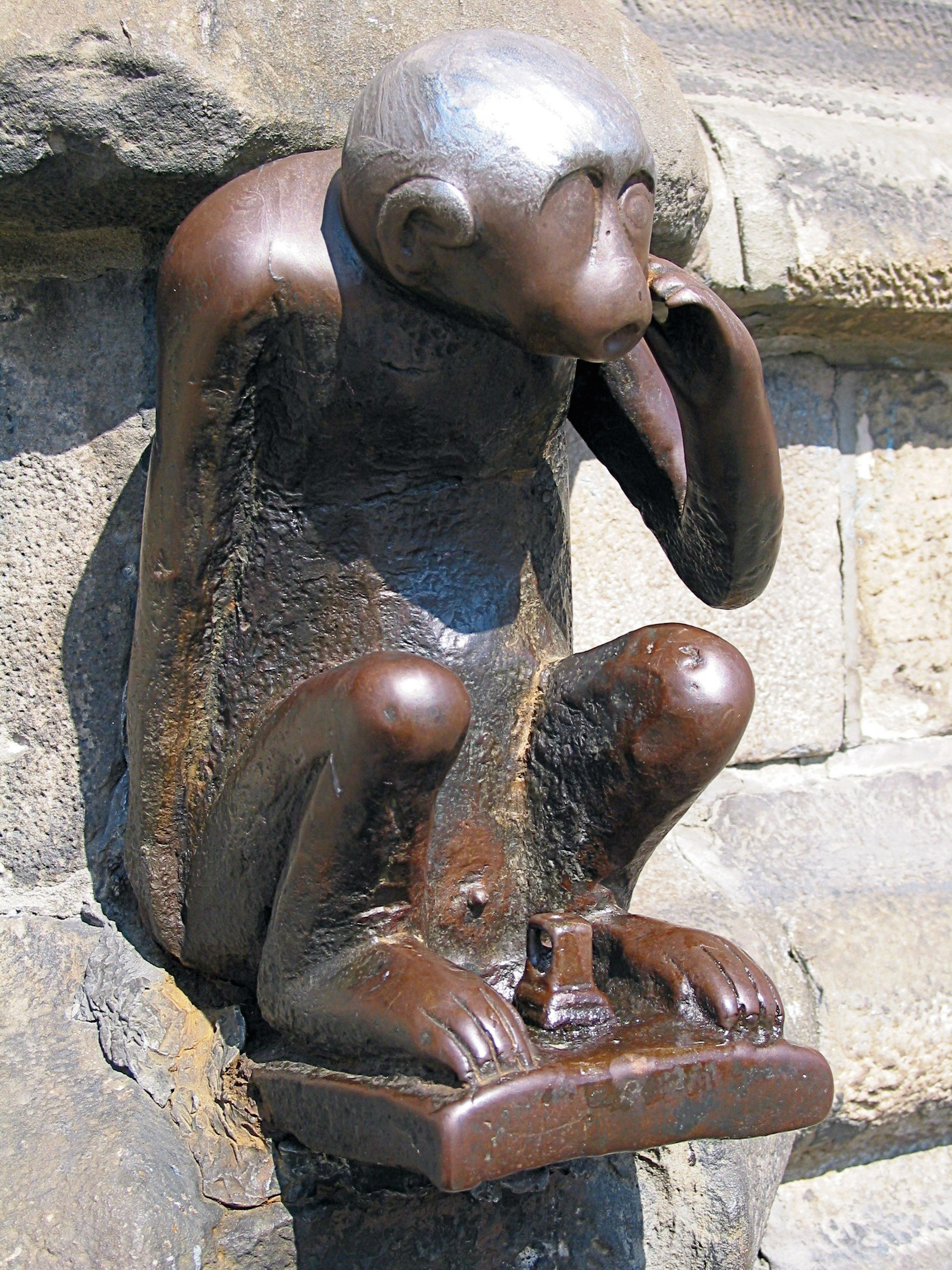
Soška opice u vchodu do městské radnice